# Malinké de Kita
Cet article concerne le malinké de Kita. Pour le peuple malinké ou les autres variantes de malinké, voir Malinké (peuple d'Afrique) et Mandingue (langue).
Le malinké de Kita est une langue mandingue d'Afrique de l'Ouest parlée au Mali par 434 000 personnes (2009) ainsi qu'en Guinée.

## Lexique
- Mandingue : Màninga
- Européen : Tùbabu
- homme : Kě
- femme : Mùsú
- jeune fille : sunkutu
- Soleil : tìlí
- L'enfant : Dindo
- habit : dèregé
- argent : worì
- Vendre : hiri
- Marcher : Togoma
- Courir : Bori
- Chaussures : samata
- Prier : Sali
- Main : Bulu
- Velo : Nège
- Cheval : sú
- Vache : misi
- Chat : jankuma
- Viande : Sùbú
- Manger : do̍mu
- Tête : kùn
- Imbecile : hákilintân
- Fou : hato
- Champ : hùdú:
- Pauvre : hàntan
- Verité : Tònɲá
- Partir : taga
- Sortir : bo
- Venir : na
- Maison : sú
- Route : sílà
- Aller : wá
- Chien : Wùlú
- Je t’ai salué : n d’ í hò
- Les femmes sont parties aujourd’hui : Mùsú-lù tágádá bì
- Sekou a cultivé le mil : Sékù dí ɲo̍ sène
- L’homme a donné de l’argent à Sékou : Kě di worì dí Seku ̍ ̍ mà